# امیل استودر
امیل استودر (انگلیسی: Emil Studer؛ زادهٔ ۱۱ مهٔ ۱۹۱۴ - درگذشت نامشخص) ژیمناست هنری اهل سوئیس بود.